# Anatoli Iwanowitsch Kalaschnikow
Anatoli Iwanowitsch Kalaschnikow (russisch Анатолий Иванович Калашников; * 5. April 1930 in Moskau; † 21. April 2007 ebenda) war ein sowjetischer und russischer Graphikkünstler.

## Leben
Da Kalaschnikow schon früh eine hohe künstlerische Begabung zeigte, wurde er im Alter von fünfzehn Jahren von dem damals berühmten Holzschneider Iwan Pawlow zur Ausbildung angenommen. In dessen Atelier begegnete er seinem zukünftigen Lehrer Michail Matorin und wechselte zu dessen Meisterklasse an der Moskauer Kunsthochschule. Nach Abschluss seiner Ausbildung 1949 war er zunächst als Industriedesigner, anschließend als Buchgestalter im Verlag Sowjetski pissatel tätig. Nebenbei arbeitete er für den Musikverlag und den Verlag der Altrussischen Theatergesellschaft. Seit 1952 war er freischaffender Graphiker. 1972 war er zum ersten Mal bei einer Ausstellung außerhalb der UdSSR in der CSSR persönlich anwesend. 1993 waren seinem Werk bereits 150 Einzelausstellungen in aller Welt gewidmet. Er erhielt zahlreiche internationale Auszeichnungen für seine Exlibris- und Illustrationskunstwerke.

## Werk
Kalaschnikows bevorzugte künstlerische Technik war der Holzstich. Neben anfänglich stark gegenständlich abbildenden Motiven wie Landschaften und Veduten widmete er sich auch literarischen Themen zur Illustration. Für die sowjetische Post gestaltete er zwischen 1962 und 1990 viele Briefmarken und, damit verbunden, auch Ersttagsbriefumschläge.
Die bevorzugten Inhalte, in denen sich Kalaschnikows Originalität im Lauf der Jahre voll entfalten konnten, waren allerdings Exlibris, wovon er vermutlich mehr als tausend Motive geschaffen hat. Nachweisbar sind derzeit wenigstens 948 (979). Dieses Blätter sind selten größer als etwa DinA 6 (Postkartenformat). Sein erstes Exlibris, das er für E. W. Terechov anfertigte, entstand 1964 im Alter von 34 Jahren und war noch nicht nummeriert. Werknummern vergab Kalaschnikow erst ab dem opus 11. In den 1970er und Anfang der 1980er Jahre fertigte er in diesem Zusammenhang Werke, die verblüffend genau am Schnittpunkt von Abstraktion, Konkretion und Gegenständlichkeit einen überzeugenden, durchaus eigenen kunstgeschichtlichen Beitrag zur Diskussion der Zusammenhänge von abbildlichen und kubistisch inspirierten Perspektiven leisteten. Sein Werk ist ost-westlich ausgerichtet und er versuchte damit, kulturelle Brücken zu bauen. Im Zusammenhang mit Exlibris-Kongressen in der westlichen Welt entstanden auch Mappenwerke mit Holzstichen, so 1972 für die Teilnehmer des Kongresses in Helsingör/Dänemark und 1978 für die Teilnehmer des Kongresses in Lugano/Schweiz.
Zu den in der Sowjetunion/Russland populärsten Werken gehören:
- Die Holzstichserie „Dostojewski“ (1971)
- Eine stark abstrahierende Holzstichserie zu Gedichten von Omar Chajjam (1971/72)
- Mehr als fünfzig großformatige Holzstiche zum Thema „Goldener Ring Russlands“ (1982 ff.). Diese Serie wurde 1984 auch in einer Auswahl von zehn Motiven für vorgedruckte Postkarten (DinA 6) der sowjetischen Post reproduziert.
- Die Holzstichserie „Der Vaterländische Krieg Russlands 1812“ nach Tolstois Krieg und Frieden

Seine Exlibris sind im Westen Europas vor allem in privaten, kaum aber in öffentlichen Sammlungen vertreten.